# Gare de Brignac
La gare de Brignac est une gare ferroviaire française de la ligne du Palais à Eygurande - Merlines, située sur le territoire de la commune de Royères dans le département de la Haute-Vienne en région Nouvelle-Aquitaine.
C'est une halte voyageurs de la Société nationale des chemins de fer français (SNCF) desservie par des trains TER Nouvelle-Aquitaine.

## Situation ferroviaire
Établie à 253 mètres d'altitude, la gare de Brignac est située au point kilométrique (PK) 402,369 de la ligne du Palais à Eygurande - Merlines, entre les gares de Saint-Priest-Taurion et de Saint-Léonard-de-Noblat.

## Service des voyageurs

### Accueil
C'est une halte SNCF, point d'arrêt non géré (PANG), à accès libre au quai de la voie unique.
En 2021, selon les estimations de la SNCF, la fréquentation annuelle de la gare était de 120 voyageurs.

### Desserte
Brignac est desservie par les trains TER Nouvelle-Aquitaine de la relation Limoges-Bénédictins - Ussel ou Eymoutiers-Vassivière (ligne L26). À Ussel une corresspondance en autocars permet de rejoindre la gare de Clermont-Ferrand.

### Intermodalité
Un parking pour les véhicules y est aménagé.